# Capilla de la Misericordia (Vivero)
La capilla de la Misericordia o capilla de Nuestra Señora de la Misericordia es un edificio religioso situado en la ciudad de Vivero, en la provincia de Lugo (Galicia, España), perteneciente a la parroquia de Santiago de Vivero. Se localiza a las afueras del núcleo de población, en el barrio al que da su nombre, Misericordia, del otro lado de la ría de Vivero. Está unida al centro urbano por medio del puente de la Misericordia, que recibe el nombre de dicha capilla.
Adosado a la misma está el pazo de la Misericordia, que asimismo toma el nombre de la capilla, y que fue cabeza del mayorazgo que instituyeron Don Pedro de Posada y Alfeirán, nieto del fundador de la capilla, y su mujer, Doña María de Pallares y Somoza, por facultad Real otorgada por Don Felipe IV en 1660. 
En el pazo nació José María Bermúdez de Castro y Pardo. 
Desde sus orígenes la propiedad de la capilla y pazo de la Misericordia se mantuvo dentro de la descendencia del fundador de la misma, don Rodrigo Alonso de Alfeirán, hasta que en 2001 sus descendientes, la familia Bermúdez de Castro, transmitieron la propiedad de ambos al Ayuntamiento de Vivero, quien cedió la administración de la capilla a la parroquia de San Francisco de Vivero.

## La capilla
Esta capilla pertenece al estilo renacentista; en su fachada principal se abren dos puertas y una ventana, que termina en una espadaña. En el ático de tal fachada, tiene un escudo cuartelado con los blasones de los linajes de Posada, Pallares, Somoza y Alfeirán.
La planta de esta capilla es una nave con bóveda de medio cañón, dividida por dos arcos torales. Una reja separa la nave del altar, cubierto por una hermosa cúpula decorada con frescos del pintor Camilo Díaz Baliño, dedicados a pasajes de la vida de la Beata Constanza de Castro y Osorio, Señora del coto de Silán, antepasada de la familia propietaria de la capilla, cuyo cuerpo incorrupto se conserva en la parroquia de San Francisco de Vivero.
El altar mayor fue proyectado por el escultor Juan Sarmiento y está dedicado a la honra de la Ascensión de Nuestra Señora. En el altar del lado del Evangelio está la imagen de San Antonio de Padua y en el de la Epístola la imagen del Ecce-Homo de la Misericordia.
La construcción de la capilla de la Misericordia se debe a la fundación efectuada por parte de Don Rodrigo Alonso de Alfeirán, primer patrono de la misma, quién mediante escritura otorgada ante el escribano vivariense Miguel Galo, el 29 de julio de 1603, dispuso:

Que a Honra y Gloria de Dios Todopoderoso, Santísima Trinidad, Padre, Hijo, Espíritu Santo, Trino y Personal y Uno en Esencia, y de la Santísima Virgen Nuestra Señora y para aumento del Culto Divino y Devoción de los fieles Cristianos y sufragio de los fieles difuntos, ordenaba de fundar y fundaba con dedicación perpetua una ermita o capilla con título y nombre de Santa María de la Misericordia, sita de la otra parte al cabo de la Puente de esta dicha Villa, en su propiedad, heredad y a su costa, teniéndolo por bien y aprobándolo su Señoría Reverendísima Don Diego González Samaniego, Obispo y Señor de Mondoñedo, del Consejo del Rey Nuestro Señor, debajo de cuya protección y amparo la ofrecía y dedicaba y consentimiento del Bachiller Alonso Fernández de Castro, Cura propio de la iglesia parroquial del Señor Santiago de esta Villa en cuyo distrito y feligresía está sita la dicha ermita y capilla…
Historia de Vivero y su Concejo, Juan Donapétry Iribarnegaray

## El Ecce-Homo de la Misericordia
Dentro del altar de la Epístola está situada la imagen del Ecce-Homo de la Misericordia, al que se rinde culto en toda la comarca. A esta imagen se le atribuyen numerosos sucesos milagrosos, en los cuales se fundó la devoción popular. El primer viernes de marzo, llamado popularmente día de las tres gracias, acuden los devotos de rodillas para pedirle favores.

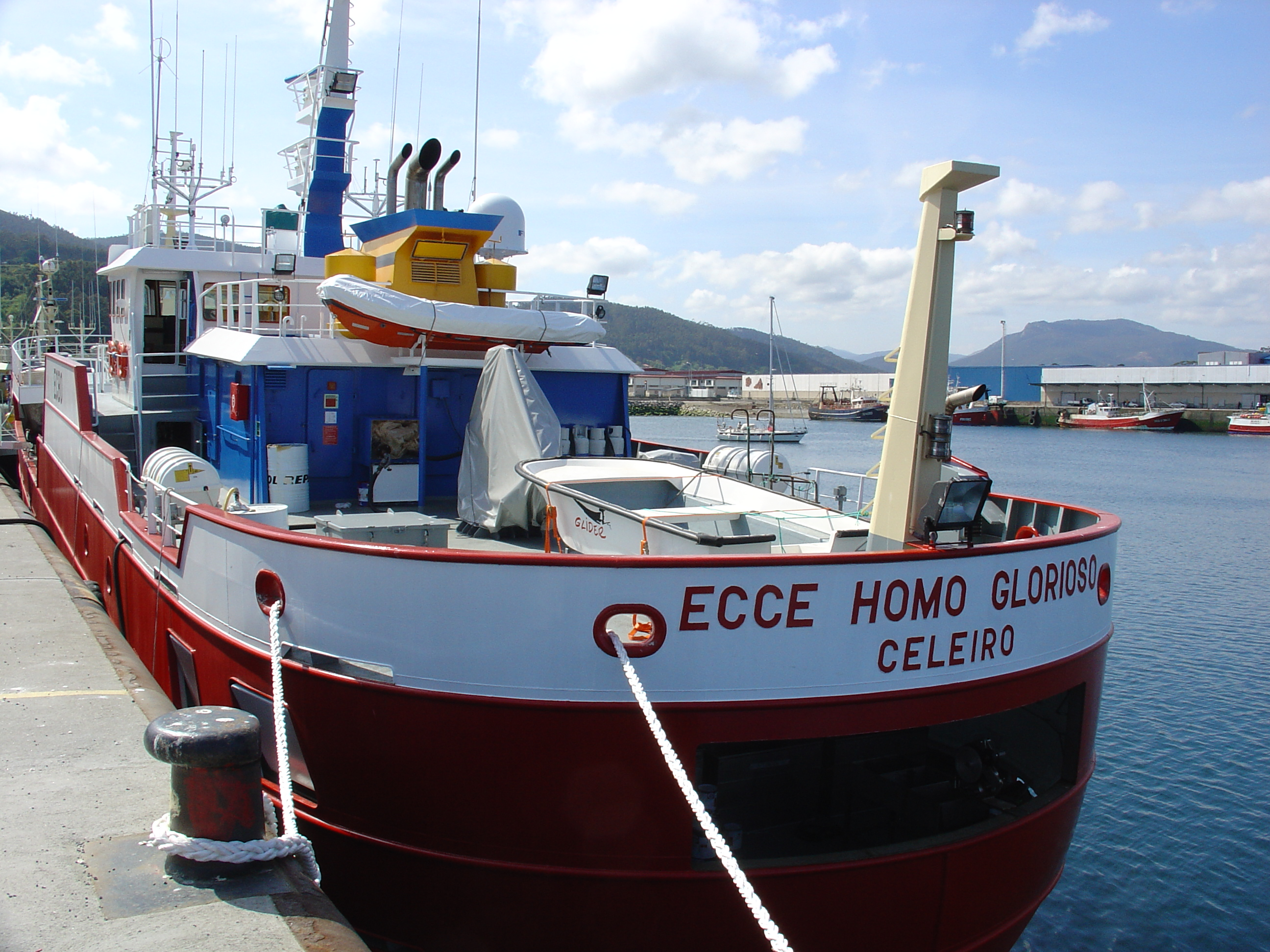
La vinculación entre el Ecce-Homo y los marineros de Cillero es una tradición secular en Vivero. En la imagen, el barco pesquero bautizado como Ecce Homo Glorioso en el puerto de Cillero

Es conocida la tradición marinera en Vivero, tradición por la que el mundo del mar se vincula a esta capilla. Todos los barcos, al salir a faenar, elevan su última oración al salir del puerto de Cillero dirigiendo la proa de la nave a la Capilla. Piden de tal modo la protección y la intercesión divina durante la diaria y dura tarea en la que ponen en peligro sus vidas. En tierra, patrones, armadores y marineros no dejan de pasar a agradecer la protección de la providencia.

## Cofradías en la capilla de la Misericordia
Fue sede esta capilla de la Cofradía de Nuestra Señora, extinta en el siglo XIX. En 2006 se creó en esta capilla la Cofradía de la Misericordia, que participa en la Semana Santa de Vivero con su imagen titular, el Ecce-Homo de la Misericordia.